# Reprise
Trong âm nhạc, bản reprise (/rəˈpriːz/ rə-PREEZ) (tạm dịch: tiết mục lặp lại) là sự lặp lại một đoạn nhạc nào đó phía trước trong phần sau của một tác phẩm âm nhạc, chẳng hạn như đoạn nhạc tổng kết trong hình thức sonata, mặc dù vào thời điểm thế kỷ 18 chỉ đơn giản là một đoạn nhạc lặp lại được đánh dấu bằng các dấu nhắc lại.

## Trong các ca khúc
Reprise có thể ám chỉ một phiên bản khác của một ca khúc có nhiều nét tương đồng (nhưng vẫn có sự khác biệt) so với ca khúc ban đầu. Chẳng hạn như bài hát "Time", ca khúc thứ năm trong album năm 1973 The Dark Side Of The Moon, có một đoạn reprise của "Breathe", ca khúc đầu tiên cũng nằm trong album đó.

## Trong sân khấu nhạc kịch
Trong nhạc kịch, reprise là sự lặp lại của một ca khúc trước đó, nhưng thường được đổi lời cho phù hợp với sự phát triển của mạch truyện. Đồng thời, các ca khúc do cùng một nhân vật thể hiện hoặc có cùng mô-típ cũng có thể có giai điệu và lời ca gần tương tự nhau. Ví dụ trong vở nhạc kịch Những người khốn khổ, một ca khúc do nhân vật phản diện chính thể hiện ("Javert's Suicide") có lời ca tương tự và âm nhạc giống y hệt với một ca khúc tự thoại của nhân vật chính diện khi anh ta ở cùng trạng thái tình cảm với nhân vật phản diện kia ("What Have I Done?"). Những người khốn khổ nói chung có rất nhiều bản reprise như thế.
Thường thì phiên bản reprise có giai điệu gần như tương tự với ca khúc ban đầu, mặc dù do những nhân vật khác thể hiện hoặc thể hiện cùng với nhân vật ban đầu. Ví dụ, trong Giai điệu hạnh phúc, bản reprise của ca khúc chủ đề được những đứa trẻ nhà Von Trapp và bố của chúng-ông đại úy- thể hiện; trong khi ca khúc gốc lại là của Maria. Trong ca khúc "Edelweiss" (reprise), toàn bộ gia đình Von Trapp và Maria cùng hát và sau đó là cả khán giả, trong khi ca khúc ban đầu là của Liesl và ông đại úy.